# Dmitri Peskov
Dmitri Serguéievich Peskov (en ruso: Дми́трий Серге́евич Песко́в; Moscú, 17 de octubre de 1967) es un diplomático y político ruso, actualmente secretario de prensa del presidente de la Federación de Rusia, Vladímir Putin. Además de ruso, habla turco, árabe e inglés.

## Biografía
Dmitri Peskov es hijo del diplomático Serguéi Peskov. Terminó sus estudios en 1989 en el Instituto de Asia y África (ISAA) de la Universidad Estatal de Moscú, especializado en Historia y Estudios orientales, para después trabajar en el Ministerio de Relaciones Exteriores soviético. Desde 1990 a 1994, fue tercer secretario de la embajada de la URSS, después Federación de Rusia, en Ankara (Turquía). Entre 1994 y 1996, trabajó en el Ministerio de los Relaciones Exteriores en Moscú. De 1996 a 2000, fue segundo, luego primer, secretario de la embajada rusa en Ankara.
Cuando Vladímir Putin fue elegido Presidente de Rusia en 2000, Dmitri Peskov fue nombrado director del servicio presidencial de relaciones con los medios de comunicación. Luego fue primer vicedirector del servicio de prensa de la administración presidencial. Según informaciones periodísticas, Peskov es también intérprete personal del presidente ruso durante sus encuentros con dirigentes turcos.
En abril de 2004, fue nombrado primer vicedirector del secretario de prensa Alekséi Grómov. En esta época comienza a organizar ruedas de prensa con periodistas extranjeros del presidente de Federación Rusa. En junio de 2006, asume la dirección de los medios de comunicación para la cumbre del G-8 en San Petersburgo.
En febrero de 2008, Peskov fue nombrado presidente del consejo de dirección del canal gubernamental « Mir », de cobertura digital. El 25 de abril de 2008, Peskov fue nombrado portavoz del Jefe del gobierno de la Federación Rusa. En mayo de 2009, una vez que Vladímir Putin fue nombrado Primer ministro, Peskov fue nombrado responsable de su servicio de prensa.
Tras la elección presidencial de Vladímir Putin en 2012, Dmitri Peskov fue nombrado su secretario de prensa. Organizó, entre otros, el Foro de Cooperación Económica Asia-Pacífico (APEC) en septiembre de 2012 en Vladivostok.

### Edward Snowden
En julio de 2013, el portavoz de la presidencia de la Federación de Rusia, Dmitri Peskov, declaró que Edward Snowden no podía ser extraditado a Estados Unidos porque en ese país estaba vigente la pena de muerte.

## Vida privada

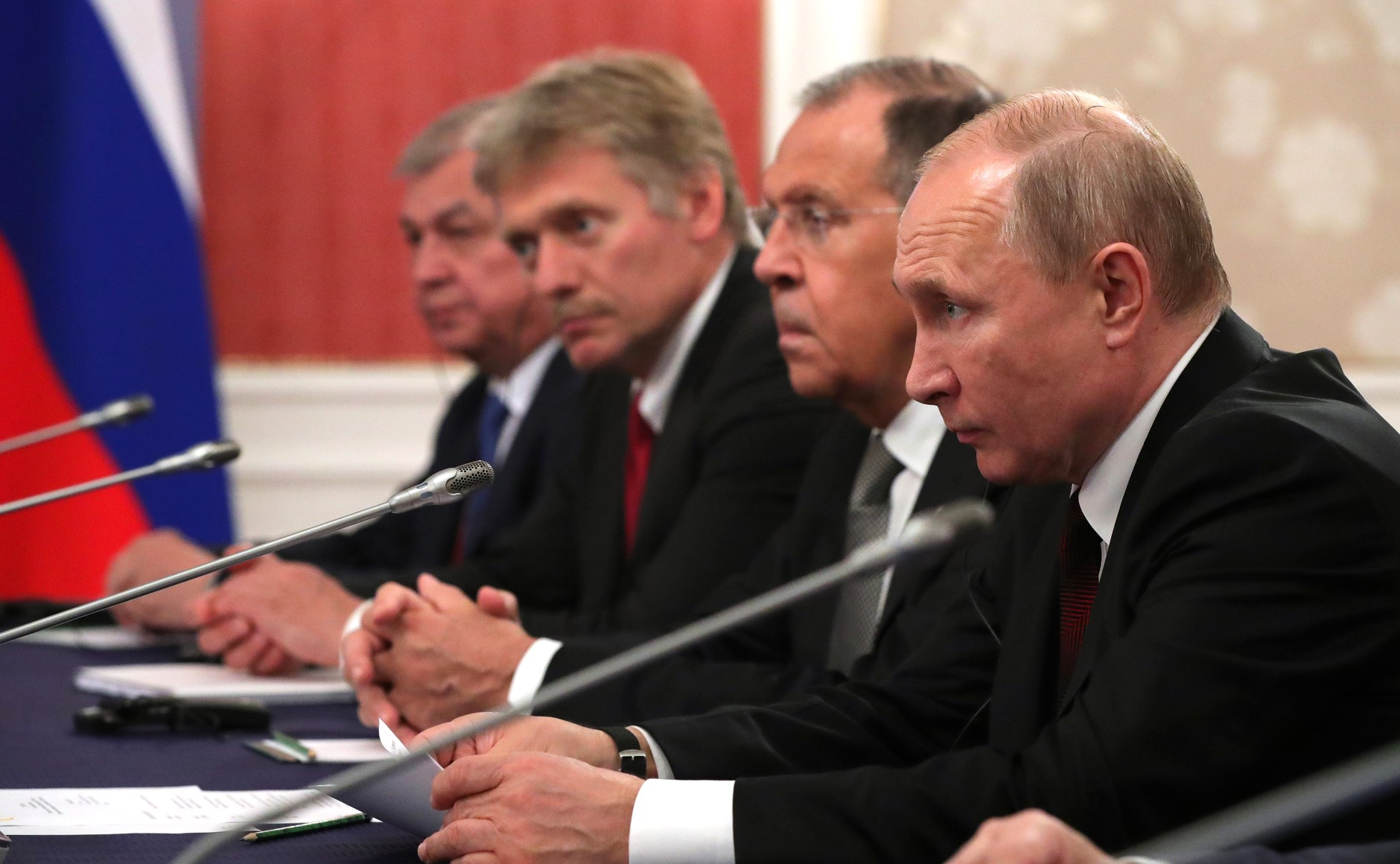
El presidente de Rusia, Vladímir Putin, durante una conversación con el presidente de Francia, Emanuel Macron, al fondo se puede ver a Peskov.

Dmitri Peskov está casado en terceras nupcias con la patinadora Tatiana Navka desde agosto de 2015. Tiene una hija y tres hijos de matrimonios anteriores. Su hija Elizaveta estudia y vive en Francia.

## Acusaciones de corrupción
De las alegaciones o acusaciones están llevadas en contra de Dmitri Peskov con relación a una corrupción de entidad en la cual estaría implicado. Estas alegaciones son relatadas principalmente por el opositor a Vladímir Putin Alekséi Navalni.
Durante su boda con Tatiana Navka, llevaba el reloj 52-01 Skull Tourbillon de la firma Richard Mille cuyo valor es de 670 000 dólares (600 000 euros) está sin proporción con sus declaraciones de ingreso y de patrimonio (en su declaración de patrimonio de 2014 deja constancia de un ingreso anual de 84 000 euros), hace entonces el objeto de acusaciones de corrupción y « de enriquecimiento ilegal ».
Dos semanas después de su matrimonio, está divisado a bordo del yate de lujo Maltese Falcon a la altura de Cerdeña. Ahora bien, el Maltese Falcon es un yate que se alquila en verano 385 000 dólares por semana, es decir más de cuatro veces su salario anual.

## Distinciones
- Orden de Honor